# John White Abbott

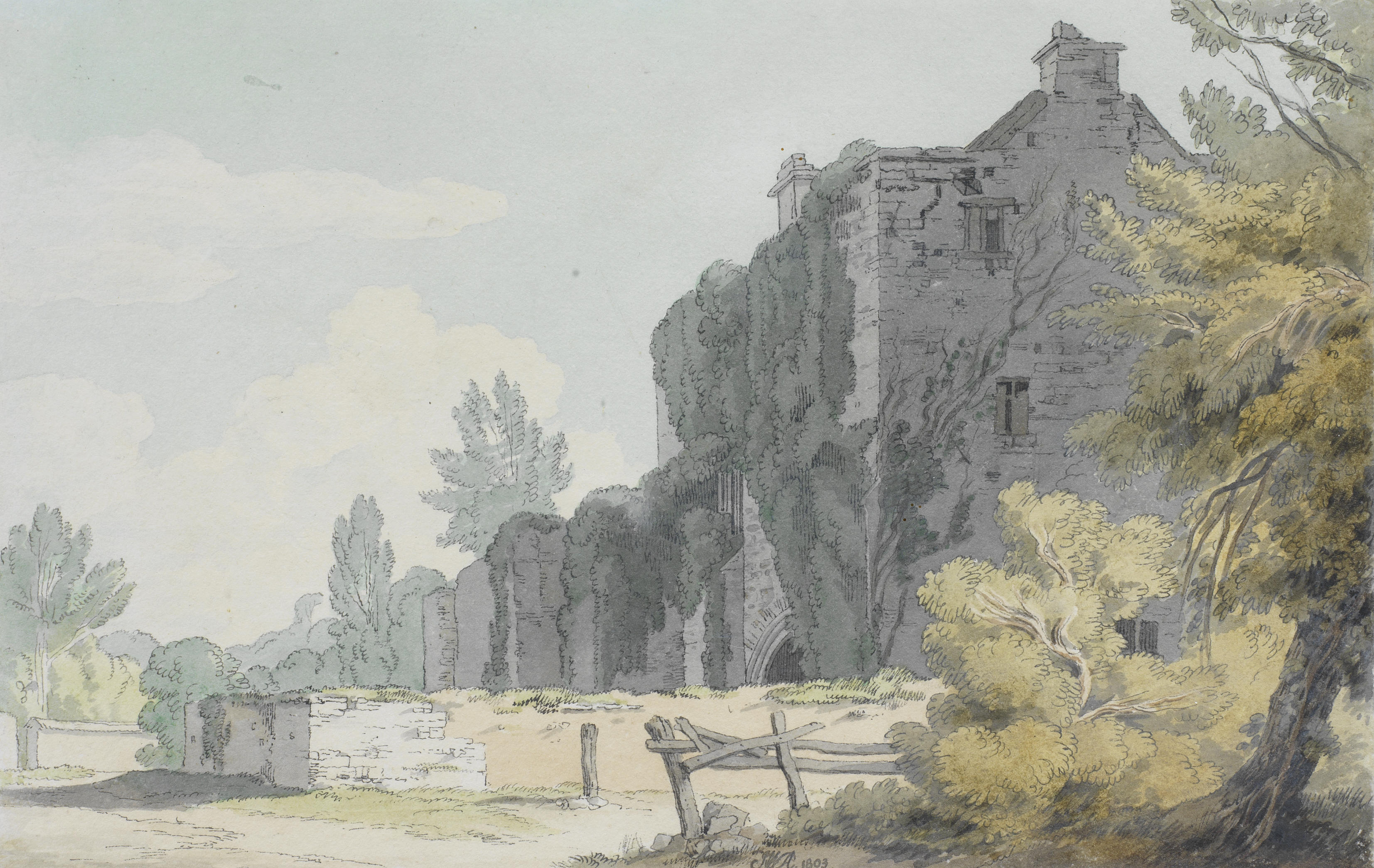
Bickleigh Court in Devon

John White Abbott (* 13. Mai 1763 in Exeter; † 1851 in Exeter) war ein englischer Landschaftsmaler.

## Leben und Wirken

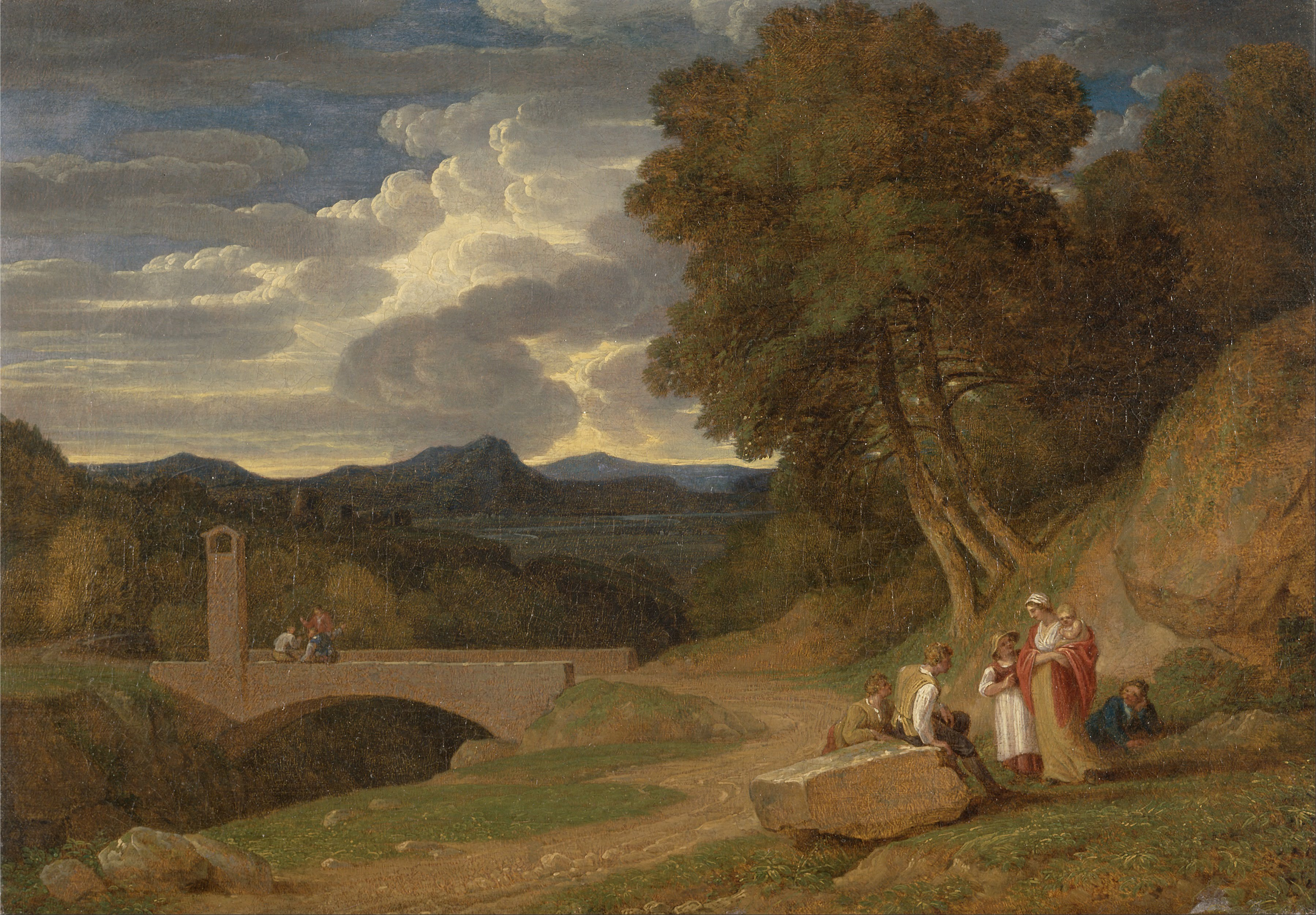
John White Abbott An Italianate Landscape, 1800

John White Abbott wurde 1763 in Exeter geboren, wo er den größten Teil seines Lebens verbrachte. Er kam aus einer wohlhabenden Familie. Durch seinen Onkel lernte er verschiedene Künstler kennen, u. a. Joshua Reynolds und Francis Towne, bei dem er Malunterricht nahm. 1791 reiste er durch Schottland, das Lake District und andere Teile von Lancashire, Derbyshire sowie Warwickshire. 1797 unternahm er eine Tour durch Monmouthshire. Er wählte nicht Malerei als Beruf, sondern eröffnete in Exeter eine Arztpraxis, die er bis an sein Lebensende führte. 1825 erbte er Grundbesitz in Fordland bei Exeter und wurde 1831 Deputy-Lieutenant für Devonshire.
John White Abbott malte vorwiegend Landschaftsbilder aus seiner näheren Umgebung Devon. Er war auf den Ausstellungen der Royal Academy of Arts regelmäßig zwischen 1793 und 1805 sowie 1810 und 1822 vertreten. Für diese Ausstellungen malte er Ölbilder in konventionellem klassischen Stil in pastoraler oder elegischer Stimmung. Weitaus zahlreicher und von höherer Qualität sind jedoch seine Aquarelle und Zeichnungen.